# تیاگو لونا
تیاگو لونا (انگلیسی: Thiago Luna؛ زادهٔ ۹ فوریهٔ ۱۹۹۸) بازیکن فوتبال اهل آرژانتین است.